# Agostino Agazzari
Agostino Agazzari (Siena, 2 de desembre de 1578 – Siena, 10 d'abril de 1640) fou un compositor italià de música religiosa.
Era el fill menor d'una família noble de Siena. En la seva joventut estigué al servei de l'emperador Mateu I, va ser després mestre de capella del col·legi alemany a Roma i de Sant Apol·linar. Fou un dels primers que, amb el compositor Lodovico Grossi da Viadana, adoptà el sistema de baix continu, que després va servir de base xifrades. El 1630 fou nomenat mestre de capella de la catedral de Siena.
Agazzari ocupa un lloc preferent en l'escola italiana del segle xvi. Segons l'abat Quadrio escriví 26 obres, notables per llur extensió i bellesa.

## Obra
Es conserven d'ell les següents obres: 
- Madrigal a cinque voci (Venècia, 1600);
- Madrigali armoniosi a cinque e sei voci (Venècia, 1600);
- Moteti a due e tre voci (Roma, 1604);
- Sacrae laudes (Roma, 1603);
- Sacrae cantiones (Roma, 1606);
- Musica ecclesiastica dove si contiene la vera definizione della musica come scienzia non più reducta a sua nobiltà (Siena, 1683). En ella seguí els preceptes dels concilis.
- Sertum roseum, col·lecció de llurs obres publicada a Venècia el 1619

Existeixen madrigals, motets, salms, misses, etc., d'aquest autor en diverses recopilacions publicades a Roma, Milà, Venècia, Anvers i Frankfurt.